# Anna Rusticano
Anna Rusticano (Firenze, 1954. november 5.) olasz énekesnő.

## Életrajz
Walter Guertler fedezte fel és szerződtette a Joker lemezkiadóhoz. 1972-ben jelent meg első kislemeze.

## Diszkográfia

### Nagylemezek
- 1986 – Protagonista (Silver Records, LC 10001)
- 1986 - Anna Rustikano (Supraphon, 1113 4196)
- 1988 – Prendimi con te (Silver Records, SR 34701)

### Kislemezek
- 1972 – Con la testa piena di sogni / Mi sveglierò (Joker, M-7133)
- 1973 – La maniera di convincere / Sincero o no (Joker, M-7146)
- 1976 – Sola / Che ne sai del nostro amore (Fonit Cetra, SP 1627)
- 1977 – Lui lu lui / La nostra canzone (Fonit Cetra, SP 1655)
- 1978 – Fallo / Certo (Fontana Records, 6026 034)
- 1979 – Tutto è musica / Fase tre (Fontana Records, 6026 038)
- 1980 – Sto con te / Mi sveglio e mi rivoglio (Fontana Records, 6025 255)
- 1983 – Strano / Basta (Ricordi, SRL 10992)